# 城邦暴力團
《城邦暴力團》出版於1999年，為將近36萬字的中文武俠小說，作者為台灣知名作家張大春。
張大春本為現代主義小說書寫者，轉為武俠小說範疇後，除了保留武俠小說特有元素，並於創新後，呈現「無視書的限制」的內文精神。也因為內容新穎，兼具純文學與通俗，因此獲得中國時報開卷一周好書榜、聯合報讀書人每周新書金榜、中央日報年度十大中文創作書獎等獎項。2009年發行十週年紀念版（上、下二冊）。